# إن وأخواتها
إن وأخواتها أو الأحرف الناسخة أو الأحرف المشبهة بالفعل هي مجموعة الحروف التي تنصب المبتدأ وترفع الخبر وتدخل على الجمل الاسمية فقط فتنسخها.

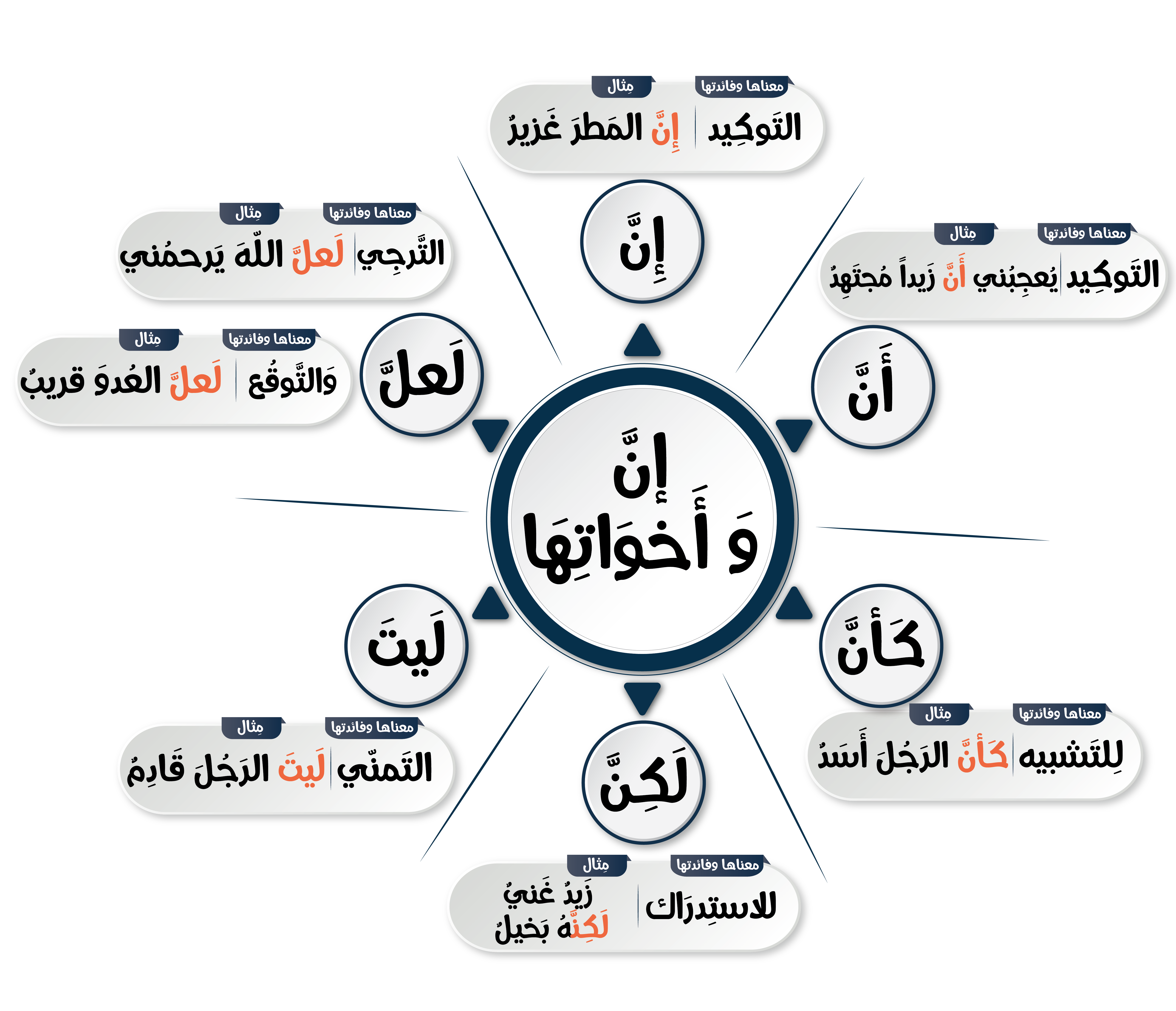
إن واخواتها

1. تنصب المبتدأ ويسمى اسمها.
2. ترفع الخبر ويسمى خبرها.[1][2][3][4]

## أقسامها
- إِنَّ: للتوكيد.
- أَنَّ: للمصدرية.
- كَأَنَّ: للتشبيه.
- لكِنَّ: للاستدراك، ولا يمكن أن تُبتدأ بها الجملة.
- لَيْتَ: للتمني.
- لَعَلَّ: للترجي والتوقع.
- لا: النافية للجنس.

وتسمى هذه الأَدوات أحرفاً مشبهة بالفعل لسببين: أَولهما أَن المعاني التي تؤديها وهي (التوكيد والاستدراك والتمني والترجي) تؤدى عادةً بأَفعالٍ، والثاني سبب صناعي إِذ كانت جميعاً عدا (لا) مبنية على الفتح فأَشبهت الفعل الماضي في ذلك.

## إن وأخواتها وكان وأخواتهاهناك  فرقان أساسيّان بين إنَّ وأخواتها وكان وأخواتها وهما:
- إنَّ وأخواتها حروف بينما كان وأخواتها أفعال.
- إنَّ وأخواتها تنصب المبتدأ ويُسمّى اسمها وترفع الخبر ويُسمّى خبرها بينما كان وأخواتها ترفع المبتدأ ويُسمّى اسمها وتنصب الخبر ويُسمّى خبرها.

## أمثلة
- إن العلمَ نورٌ.

إن: حرف نصب واستقبال مبني على الفتح يدخل على الجملة الاسمية فينصب المبتدأ اسما له ويرفع الخبر خبراً له.

العلم: اسم إن منصوب وعلامة نصبه الفتحة الظاهرة. 

نور: خبر إن مرفوع وعلامة رفعه الضمة الظاهرة.
- كأن الجنديين أسدان.

كأن: حرف تشبيه ونصب مبني على الفتح.

الجنديين: اسم كأن منصوب وعلامة نصبه الياء لأنه مثنى.

أسدان: خبر كأن مرفوع وعلامة رفعه الألف لأنه مثنى.
- ليت المدعوين مسرورون.

ليت: حرف ناسخ مبني على الفتح ينصب المبتدأ ويرفع الخبر.

المدعوين: اسم ليت منصوب وعلامة نصبه الياء؛ لأنه جمع مذكر سالم.

مسرورون: خبر ليت مرفوع وعلامة رفعه الواو؛ لأنه جمع مذكر سالم.
- لا رجلَ خائنٌ في الوطن.

لا: حرف ناسخ ينصب المبتدأ ويرفع الخبر.

رجلَ: اسم لا النافية للجنس مبني على الفتح في محل نصب.

خائنٌ: خبر لا النافية للجنس مرفوع وعلامة رفعه الضمة.

في: حرف الجر تفيد المكان.

الوطن: اسم المجرور وعلامة جره الكسرة الظاهرة.

## قواعد

### دخول لام التوكيد
قد يقترن اسم إن أو خبرها بلام التوكيد المفتوحة من دون تأثير في الحالة الإعرابية لاسم إن أو خبرها.
أمثلة:
- «وإن الساعة لآتية» (سورة الحجر 85)

إن: حرف توكيد ونصب.
الساعة: اسمها منصوب.
لآتية: خبرها مرفوع، واللام للتوكيد، ويصبح اسمها اللام المزحلقة.
- «وإن عليكم لحافظين» (سورة الانفطار 10)

إن: حرف توكيد ونصب.
عليكم: خبر إن شبه جملة مقدم.
لحافظين: اسم إن منصوب وعلامة نصبه الياء لأنه جمع مذكر سالم، واللام للتوكيد.

### دخول ما الكافّة
إذا دخلت ما على إن وأخواتها منعت عملها ما عدا: ليت فيجوز إهمالها أو العمل بها.
أمثلة:
- «إنما المؤمنون إخوة» (سورة الحجرات 10)

إنّما: كافة ومكفوفة.
المؤمنون: مبتدأ مرفوع وعلامة رفعه الواو؛ لأنه جمع مذكر سالم.
إخوة: خبر مرفوع وعلامة رفعه الضمة.
- ليتما التلميذ ناجح

ليتما: حرف تمن ونصب وما زائدة.
التلميذ: اسمها منصوب بالفتحة.
ناجح: خبرها مرفوع بالضمة.
هذا في حالة إعمال ليت، أما في حالة إهمالها فنعرب:
التلميذُ: مبتدأ مرفوع بالضمة.
ناجح: خبر مرفوع بالضمة.

## أحكام لا النافية للجنس
سُميت لا النافية للجنس بهذا الاسم لأنها تفيد نفي خبرها عن جنس اسمها، مثل: لا طالبَ علمٍ مقصرٌ.
تدخل لا النافية للجنس على الجملة الاسمية وتعمل عمل إن وأخواتها فتنصب المبتدأ ويسمى اسمها وترفع الخبر ويسمى خبرها ولكن بشروط.
- شروط عمل لا النافية للجنس ثلاثة:

1. أن يكون اسمها وخبرها المفرد نكرتين، مثل: لا شبابَ باقٍ، أما إذا جاء اسمها معرفة فلا تعمل ووجب تكرارها، مثل: لا الشبابُ باقٍ ولا الجمال.
2. ألاَّ يفصل بينها وبين اسمها أي فاصل مثل: لا ماءَ في البيت ولا زادَ، أما إذا فصل بينهما فاصل، ألغي عملها ووجب تكرارها، مثل: لا في البيت ماءٌ ولا زادٌ.
3. ألا تسبق بحرف جر (الباء)، فإذا سُبِقَتْ بحرف جر فإن عملها يُلغى، ويعرب الاسم بعدها اسم مجرور بالباء، مثل: المنافق بلا ضميرٍ.

- اسم لا النافية للجنس يأتي على ثلاثة أشكال:

1. أن يكون اسمها مضافاً (يأتي بعده مضاف إليه نكرة فقط)، فإذا كان كذلك فإنه يجب أن يكون معربا منصوبا، مثل: لا رجلَ سوءٍ محبوبٌ.
2. أن يكون اسمها شَبيهاً بالمضاف وهو ما اتصل به شيء يتمم معناه، وهو معرب، وهو غالباً اسم مشتق منون (اسم فاعل - اسم مفعول - صيغة مبالغة...).
3. أن يكون مفرداً: ليس مضافاً ولا شبيهاً بالمضاف فيبنى على ما يُنصب به.

- يجوز حذف خبر لا النافية للجنس إذا فهم من سياق الكلام، مثل: الامتحان سهل لا شك، شك: اسم لا مبني على الفتح في محل نصب، وخبرها محذوف تقديره (في ذلك).
- يمكن دخول همزة الاستفهام على لا النافية للجنس مثل: ألا ضيف جالس معك؟
- لا العاملة يجوز تكرارها، مثل: لا عمل ولا جهد ضائعٌ عند الخالق.
- خبر لا النافية للجنس مثل خبر (إنّ) يأتي مفرداً أو جملة أو شبه جملة، مثل: لا طائرَ فوق الشجرة.
- قد يحذف اسم لا إذا فُهِمَ من الكلام، مثل: لا عليك، والتقدير هنا: (لا بأس عليك).

## الترتيب بين عناصر الجملة الاسمية
يتقدم خبر إنَّ وأخواتها على اسمها وجوباً في الحالات التالية:
1. إذا كان الخبر شبه جملة واسمها نكرة تامة غير مخصصة بوصف أو إضافة، مثل: إنَّ في المطالعةِ فائدةً.
2. إذا كان الخبر شبه جملة، وعاد على بعضهِ ضميرٌ في اسمها، مثل: علمتُ أنَّ في الحقل صاحبَهُ.

## همزة إنَّ وهمزة أنَّ
تُكسر همزة إنَّ وجوباً في المواضع التالية:
1. إذا وقعت في ابتداء الكلام، مثل: إنَّ المدرسةَ قريبةٌ من منزلنا.
2. إذا وقعت بعد القول، مثل: قالَ المعلمُ: إنَّ امتحانَ النحوِ بعد أسبوعٍ من اليوم.
3. إذا وقعت في صدر جملة جواب القسم، مثل: ايمُنُ الله، إنَّ النصر قريبٌ.
4. إذا وقعت بعد (ألا وأما) الاستفتاحيتين وبعد (إذ وحيثُ)، مثل: ألا إنَّ الصيامَ يُعوّدُ النفسَ على الصبرِ.
5. إذا اقترن خبرها باللام المزحلقة، مثل: إنَّ الأقصى لفي القلوب.
6. بعد واو الحال: قابلتهم وإنّي لمريض.
7. إذا كانت خبراً عن اسم ذات: أَخوك إنه مسرور.

تُفتح همزتها إذا أَمكن تأْويلها مع جملتها بمصدر مرفوع أَو منصوب أَو مجرور، وذلك في المواضع الآتية:
1. أَن تقع مع جملتها فاعلاً: سرني أَنك ناجح (سرني نجاحُك).
2. أَن تقع مع جملتها نائب فاعل: أُشيع أَنك مسافر (أُشيع سفرُك).
3. أَن تقع مع جملتها مبتدأً: من ذنوبك أَنك مهمل: (من ذنوبك إهمالُك).
4. أَن تقع مع جملتها خبراً عن اسم معنى: اعتقادي أن التجارة رابحة: (اعتقادي ربْح التجارة).
5. أَن تقع مع جملتها مؤولة بمصدر يقع مفعولاً به: علمت أَنك صالح: (علمت صلاحَك).
6. أَن تقع مع جملتها خبراً لاسم (كان أَو إحدى أخواتها) على أَن يكون اسم معنى: كان ظني أَنك منصف: (إِنصافَك).
7. أَن تقع مع جملتها بعد حرف جر أَو اسم يضاف إليها: أَكرمته لأَنه حييّ (أَكرمته لحيائه)، حضر يوم أَنك مرضت: (يوم مرضك).
8. إذا وقعت جملة (إن) معطوفة على اسم أَو بدلاً منه: شاع سفرك وأَنك مرافقٌ أَخاك: (سفرُك ومرافقتُك أَخاك). أعجبت بأَخيك أَنه فصيحٌ: (بأَخيك فصاحتِه).